# Bartnia Góra
Bartnia Góra is een dorp in de Poolse Woiwodschap Podlachië in het District Powiat Suwalski. De plaats maakt deel uit van de landgemeente Filipów en telt 40 inwoners.